# Lavanda dei piedi (Tintoretto)
La Lavanda dei piedi è un'opera pittorica, precisamente un olio su tela, di Jacopo Tintoretto, attualmente esposto al Museo del Prado di Madrid. Realizzata tra il 1548 e il 1549, è considerata una delle creazioni più celebri e raffinate dell'artista. Il soggetto fu peraltro riprodotto da Tintoretto in diverse versioni.

## Storia

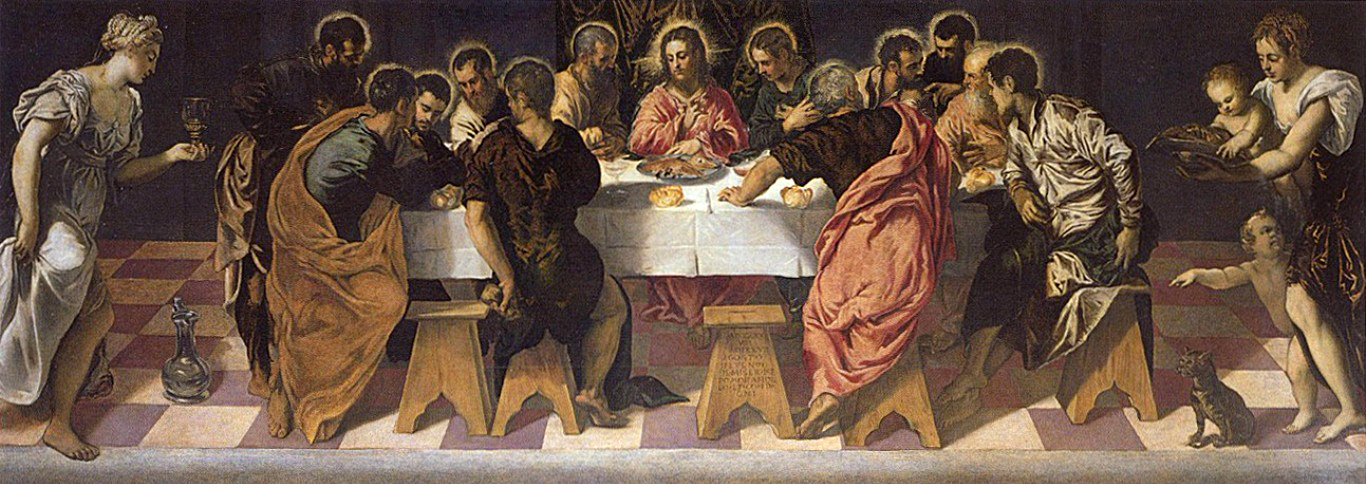
La versione dellUltima Cena del Tintoretto tuttora conservata all'interno della chiesa di San Marcuola di Venezia.

L'opera fu commissionata nel 1547 per la Scuola del Santissimo Sacramento della chiesa di San Marcuola a Venezia, che al contempo richiese al Tintoretto anche un'Ultima Cena, realizzata negli stessi anni e ancora presente nella chiesa veneziana. Dopo esservi stata conservata per circa settant'anni, la Lavanda dei piedi fu acquistata da Ferdinando Gonzaga, VI duca di Mantova, sul finire degli anni dieci o nei primi tempi degli anni venti del XVII secolo, per essere collocato nel corridoio del Bertani del Palazzo Ducale di Mantova.
Nel 1627 la acquisì Carlo I d'Inghilterra, grande mecenate. In seguito alla rivoluzione inglese e all'esecuzione del monarca, i parlamentari smembrarono la sua collezione e vendettero le sue opere d'arte per sanare i debiti contratti dal sovrano. Molte delle opere migliori, tra cui proprio la Lavanda, rimasero nelle mani dell'ambasciatore spagnolo Alonso de Cárdenas, che le consegnò al Primo Ministro Luis Méndez de Haro y Guzmán, il quale a sua volta le diede al re Filippo IV.
L'opera è stata esposta nella sagrestia del monastero dell'Escorial fino al suo trasferimento al Museo del Prado, avvenuto nel 1939.

## Descrizione

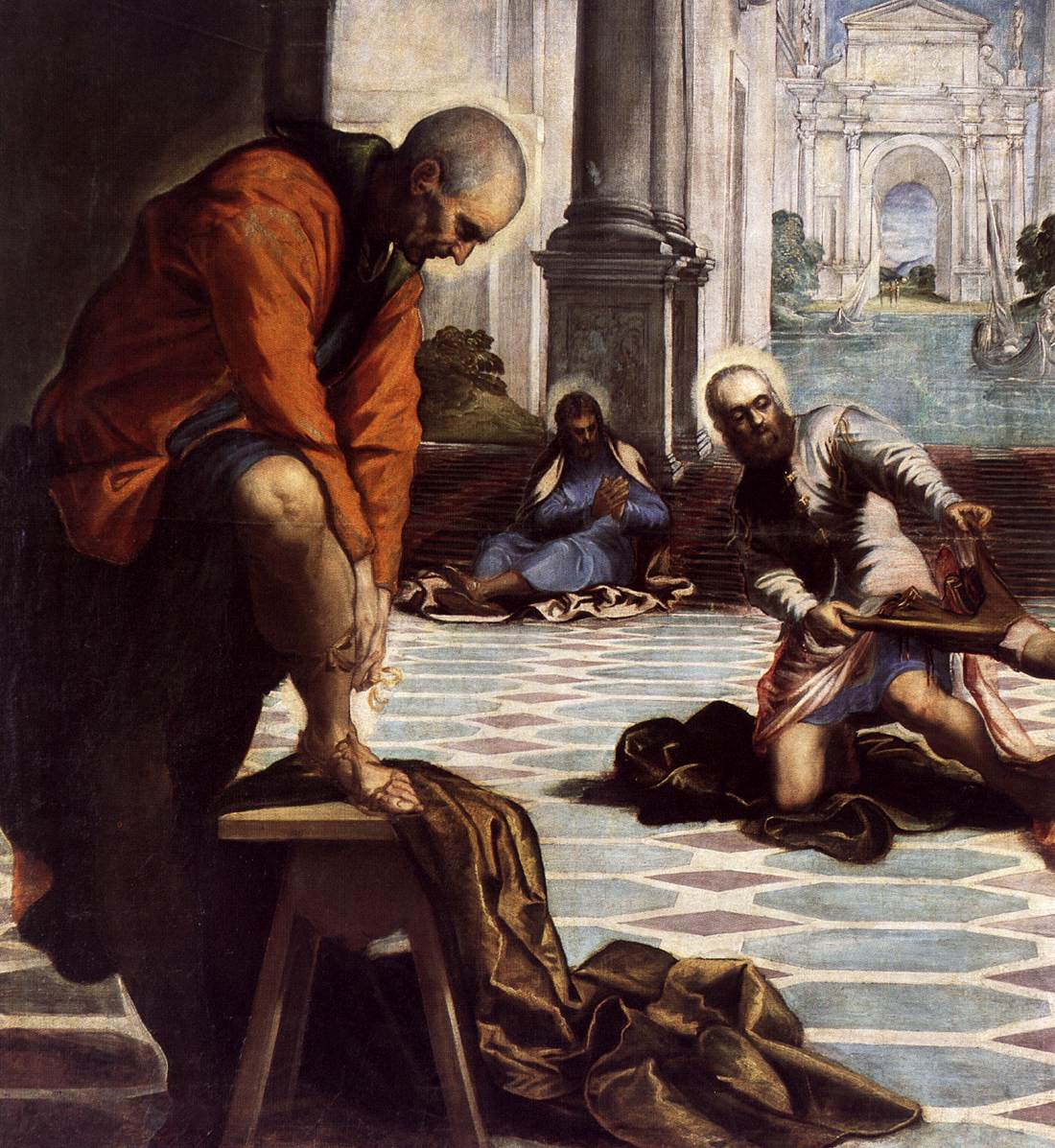
Dettaglio che mette in evidenza l'influenza michelangiolesca sulla resa anatomica delle figure.

Il dipinto rappresenta una scena tratta dal Vangelo secondo Giovanni (13, 1-15), nella quale si racconta che Gesù, durante l'Ultima Cena con gli apostoli, si alzò al tavolo, si cinse un asciugatoio al fianco e cominciò a lavare i piedi ai suoi discepoli. Il Tintoretto cattura il momento in cui Pietro inizialmente prova a fermare Gesù, ma, una volta convinto, accetta di farsi lavare non solo i piedi, ma anche la testa e le mani. In un angolo è possibile osservare anche un miracolo di San Marco, raccontato da Jacopo da Varazze nella sua Legenda Aurea.
In larga parte la tela è occupata dalla tavola su cui si consumerà, in un secondo momento, l'Ultima Cena. Al centro è possibile notare un cane accucciato, disegnato probabilmente perché senza la sua presenza lo spazio sarebbe stato troppo ampio, o forse come riferimento alla fedeltà degli apostoli a Gesù.
Sullo sfondo, a sinistra, si può ammirare un esempio di architettura classica di una città che ricorda Venezia: una piccola imbarcazione nei canali è immersa in una scenografia quasi irreale, caratterizzata dai toni del blu e del bianco e bagnata da una luce fredda. Gli elementi architettonici sono ispirati dalle illustrazioni di Sebastiano Serlio.

### Composizione
L'artista ha elaborato la composizione del dipinto pensando agli ambienti della chiesa di San Marcuola. In tal modo si comprende come i personaggi, visti frontalmente, sembrino quasi sparpagliati casualmente; mentre l'impressione è completamente diversa se si guarda l'opera da destra, con gli spazi vuoti che scompaiono e una perfetta armonia tra le figure.
La stessa composizione sembra decentrata, considerando la collocazione dell'episodio principale, che quasi pare relegato su un lato del dipinto. Ciò si spiega ancora se si tiene conto dell'ambientazione originaria della tela - un muro destro di una stanza allungata - e del fatto che i credenti avrebbero osservato in maniera maggiormente ravvicinata proprio il lato su cui si trova Gesù. Inoltre, anche il tavolo raffigurato è orientato verso la stessa direzione, di modo che, visto da destra, il suo accorciamento avrebbe accentuato ulteriormente l'effetto prospettico. A mettere quest'ultimo in rilievo contribuisce anche la pavimentazione dalla decorazione geometrica.